# 暗翅鏈眼蝶
暗翅鏈眼蝶（學名：Lopinga deidamia）又名斗毛眼蝶，是屬於蛺蝶科眼蝶亞科的一種蝴蝶，是鏈眼蝶屬的一種。分佈於亞洲，俄羅斯烏拉山脈至日本一帶地區，模式產地為俄羅斯伊爾庫次克。

## 分佈
分佈於中國（黑龍江、北京、吉林、遼寧、河北、山東、山西、陝西、河南、寧夏、甘肅、青海、四川、湖北、福建）、俄羅斯烏拉山脈、西伯利亞西部、蒙古、韓國、日本。

## 外型
翅膀呈褐色，翅面顏色比翅底深。前翅有白色斜帶紋，近頂角有一個黑色眼斑，圍有暗黃色環，中央有白瞳點。後翅翅面外緣有兩個黑色眼斑，翅底則有6個，內則有白色帶紋。雌蝶的斑紋比雄蝶的較顯著。展翅寬50至55毫米。

## 習性
生活於海拔1000米左右的林地，出現於4至10月。幼蟲的寄主為禾本科剪股穎屬、異穎草屬、偃麥草屬和鵝觀草屬的植物。

## 亞種
- L. d. erebina Butler, 1883 - 分佈於黑龍江和烏蘇里江一帶
- L. d. sachalinensis Matsumura, 1911 - 北海道亞種，分佈於庫頁島及北海道
- L. d. interrupta (Fruhstorfer, 1909) - 分佈於日本
- L. d. thyria (Fruhstorfer, 1909) - 分佈於中國中至東部
- L. d. kampuzana Y. Yamazaki, 1981

## 腳註
1. ↑  Chou, 1994. Monografia Rhopalocerorum Sinensium 1-2: 360
2. ↑  Eversmann, 1851 Description de quelques nouvelles espéce de Lépidoptéres de la Russie Bull. Soc. imp. Nat. Moscou 24 (2) : 617
3. ↑  許家珠、魏煥志、賴平芳. . 中國: 陝西科學技術出版社. 2010年6月. ISBN 9787536947801 （中文（简体））.
4. ↑  백유현, 권민철, 김현우. . 韓國: 황소걸음. 2007. ISBN 9788989370543 （韩语）.
5. ↑  Tuzov, Bogdanov, Devyatkin, Kaabak, Korolev, Murzin, Samodurov, Tarasov, 1997 Guide to the Butterflies of Russia and adjacent territories: Hesperiidae, Papilionidae, Pieridae, Satyridae Butts. Russia adj. terr. 1

## 外部連結
- 维基共享资源上的相關多媒體資源：暗翅鏈眼蝶
- 維基物種上的相關：暗翅鏈眼蝶
- Lopinga deidamia （页面存档备份，存于） - funet.fi
- Lopinga deidamia - The NSG's DNA sequences database